# Emma Pollock
Emma Pollock (...) è una cantautrice scozzese.

## Biografia
Membro fondatore del gruppo indie rock The Delgados, quando nel 2005 la band venne sciolta Emma firmò un contratto presso l'etichetta musicale 4AD che le permise di pubblicare nel 2007 il suo primo album solista.
Dai toni maggiormente tendenti al pop rock rispetto ai lavori precedenti dell'artista, l'album venne prodotto da Victor Van Vugt e pubblicato il 17 settembre. Da quel momento la cantante si è impegnata in un tour promozionale internazionale, facendo anche da supporto ad altre band come i The New Pornographers in America.
Nonostante i suoi impegni nella promozione del suo album continua ad essere coinvolta nell'etichetta di Glasgow Chemikal Underground.

## Album
- Watch the Fireworks (17 settembre 2007)
- The Law of Large Numbers (1º marzo 2010)
- In Search of Harperfield (29 gennaio 2016)

## Singoli & EPs
- Adrenaline (28 maggio 2007)
- Acid Test (3 settembre 2007)
- Paper and Glue (26 novembre 2007)
- I Could Be A Saint (22 febbraio 2010)
- Red Orange Green (24 maggio 2010)